# Banassac-Canilhac
Banassac-Canilhac é uma comuna francesa na região administrativa da Occitânia, no departamento de Lozère. Estende-se por uma área de 50.86 km², e possui 352 habitantes, segundo o censo de 2018, com uma densidade de 6.9 hab/km².
Foi criada, em 1 de janeiro de 2016, a partir da fusão das antigas comunas de Banassac e Canilhac.